# Oberea truncatipennis
Oberea truncatipennis är en skalbaggsart som beskrevs av Stefan von Breuning 1962. Oberea truncatipennis ingår i släktet Oberea och familjen långhorningar. Inga underarter finns listade i Catalogue of Life.